# Contrada (Siena)

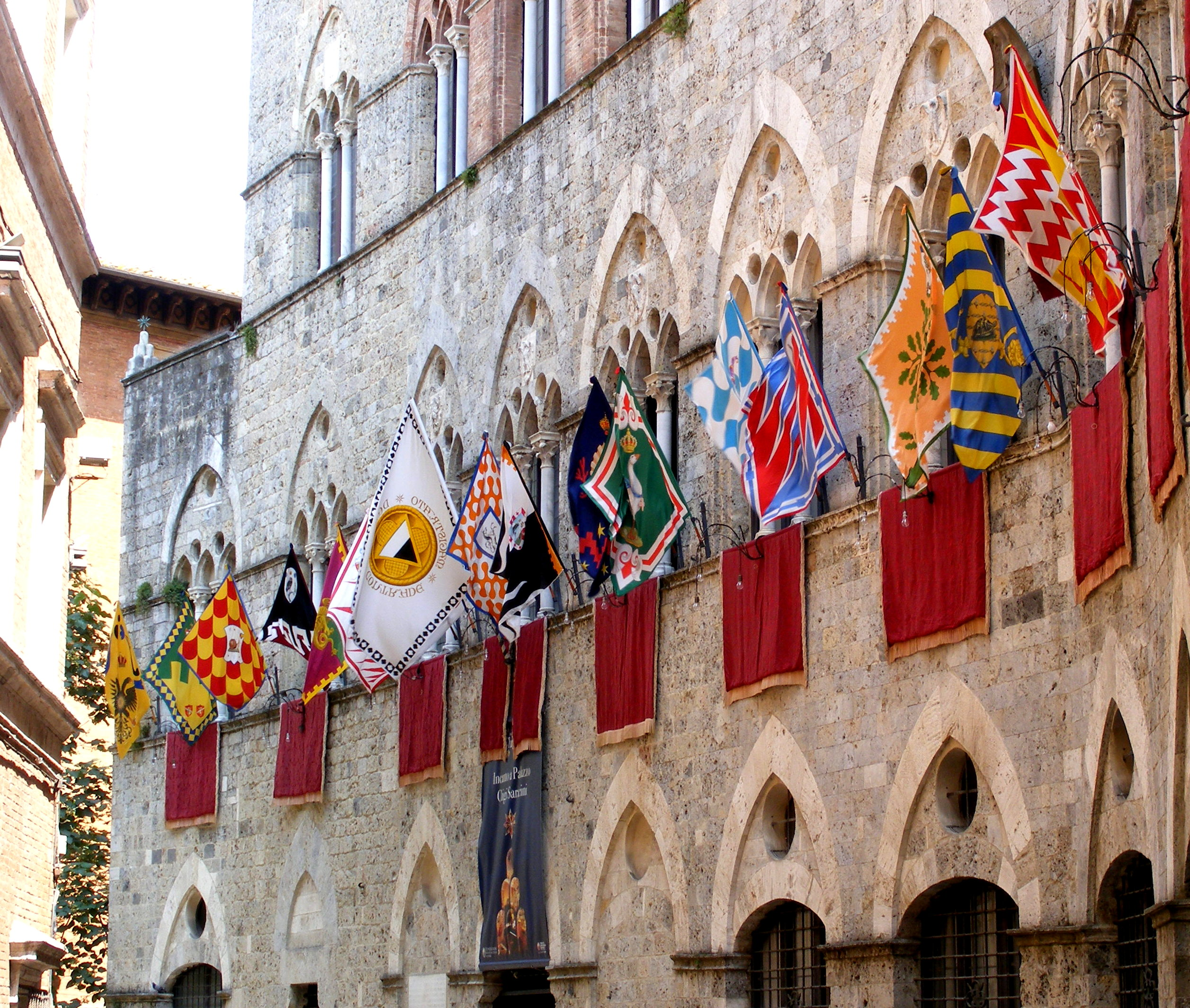
Het Palazzo Chigi-Saracini met de vlaggen van de contrade

Een contrada is een stadswijk binnen de middeleeuwse ommuurde stad in Siena. Tegenwoordig zijn er in deze Italiaanse stad 17 contrade overgebleven, origineel zouden er veel meer geweest zijn. In 1723 vermeldde Giovanni Antonio Pecci in een tekst over 42 contrade die optraden als Compagnie Militari, milities die instonden voor de verdediging van de stad, de bewaking van muren en poorten en het patrouilleren in de straten bij nacht. Maar een vroege Sienese grondwet uit de 13e eeuw verbood aan militaire compagnieën van deel te nemen aan feesten stoeten of spektakels zoals de palio.

## Geschiedenis
De oudste onderverdeling van de stad was in terzi (derden) namelijk het Terzo di citta’, het Terzo di San Martino en het Terzo di Camollia. In elk terzo werden verenigingen van burgers gecreëerd die in dezelfde buurt woonden en samen deelnamen aan allerlei activiteiten, die aan de basis lagen van de huidige contrade. In de literatuur wordt voor het ontstaan van de contrade meestal verwezen naar de Compagnie Militari, maar volgens Jan Gilliams ontstonden de contrade onafhankelijk van de milities.
Er zijn geen documenten die exacte data geven over de oprichting van de contrade, maar er zijn wel bewijzen van hun bestaan omstreeks het midden van de 15e eeuw en Giovanni Cecchini beschreef op het einde van de 11e eeuw het ontstaan van circoscrizioni binnen de stad, zonder evenwel de term contrada te gebruiken. Er zouden in de 14e eeuw 42 van dergelijke contrade zijn geweest, maar na de pestepidemie van 1344 viel hun aantal terug op iets meer dan 20.
De contrade bleven bestaan maar kenden een lange evolutie. De organisatie en een aantal gebruiken bleven bewaard, maar de militaire functie, als die er al geweest was, ging verloren. In 1729 werd hun aantal vastgelegd op de 17 die we vandaag nog kennen in de Il bando sui confini van Violante Beatrice van Beieren. Ook de grenzen van de districten werden in dit document opgegeven.
De 17 bestaande contrade zijn:
- Terzo di Camollia: Bruco – Drago – Giraffa – Istrice – Lupa en Oca
- Terzo di S. Martino: Civetta – Leocorno – Nicchio – Torre en Valdimontone
- Terzo di Citta: Aquila – Chiocciola – Onda – Pantera – Selva en Tartuca

## De contrade
Hierna vindt men een lijst van de 17 contrade met hun kleuren.

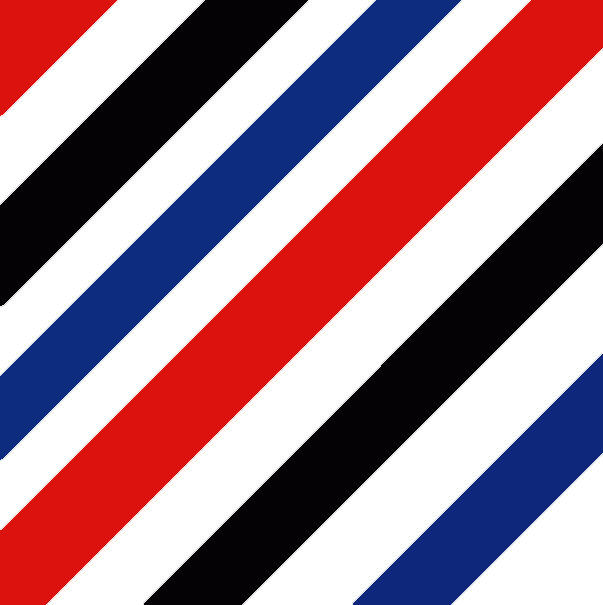

Istrice - Contrada van het stekelvarken. In het noordwesten van Siena vindt men de Contrada Sovrana dell’Istrice, de grootste van de stad. Het motto van deze contradaioli is: ‘Sol per difeso pungo’ – ‘Ik prik slechts om me te verdedigen’.

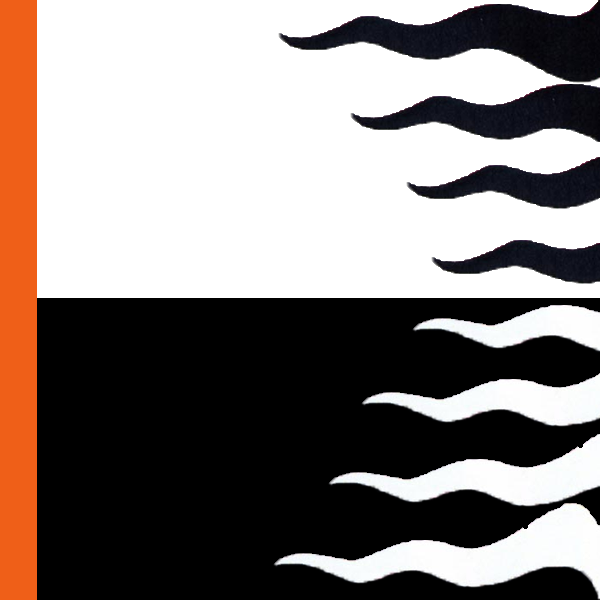

Lupa - Contrada van de wolvin. Istrice grenst aan de Contrada della Lupa. Het symbool van deze contrade, de wolvin die twee jonge kinderen zoogt, is ontleend aan het stichtingsverhaal van Rome, Siena zou gesticht zijn door afstammelingen van Remus.

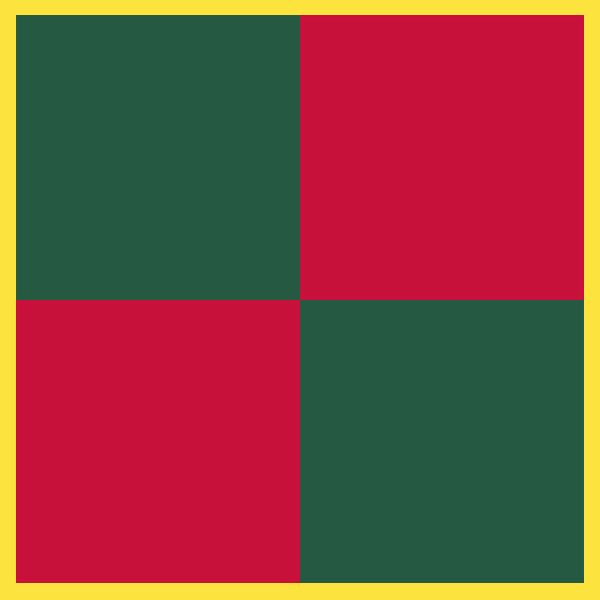

 Drago - Contrada van de draak. Ten zuiden van Lupa vind je de Contrada del Drago, half slang en half vogel. De Sienezen menen dat om een vrouwelijke draak gaan, die nog magischer is dan de mannelijke variant. De heilige Catharina van Siena is de beschermvrouwe van deze contrada.

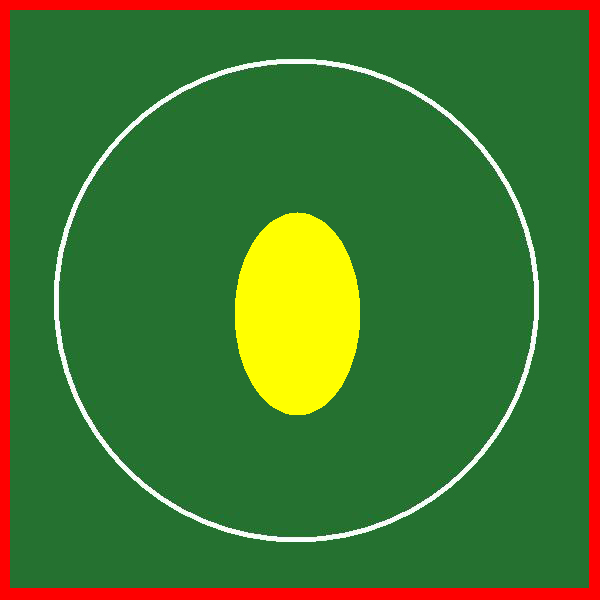

 Nobile Contrada dell’Oca - Contrada van de gans. Het is een van de contrade die aan Drago grenst. Sinds men de winnaars van de palio registreert, is Oca de onbetwiste kampioen. Dankzij Oca ontstond de tweede palio, in augustus, die in 1701 voor het eerst werd georganiseerd door en op kosten van de wijk van de gans.

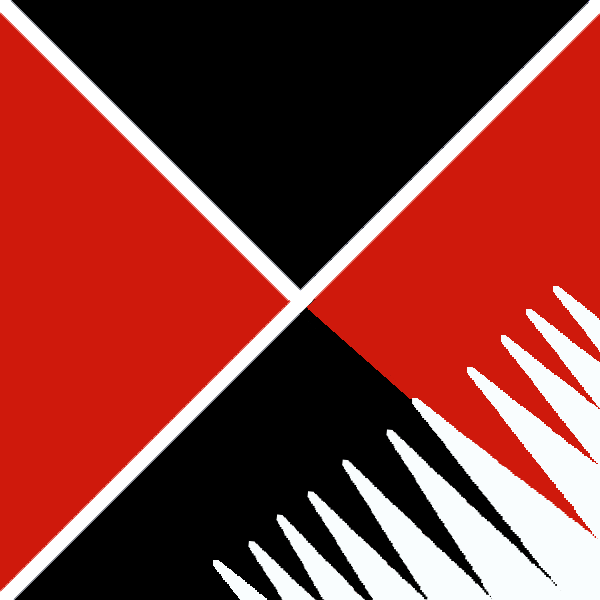

 Civetta - Contrada van de uil. Iets verder naar het noorden ligt de Contrada Priori di Civetta. Het hoofdkwartier is in Castellare, een groepje middeleeuwse huizen rondom een binnenplaats. Cecco Angiolieri, een belangrijke Sienese dichter, was contradaiolo van de Civetta.

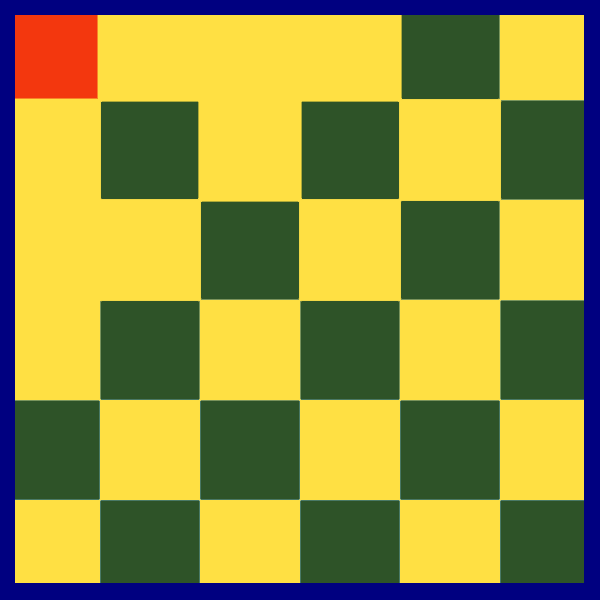

 Bruco - Contrada van de rups. Ten noordwesten van Civetta beland je in de Nobile Contrada del Bruco. Het is de kleinste contrada. Ze deelt de grote kerk in de wijk, San Francesco, met de aangrenzende contrada van de giraf.

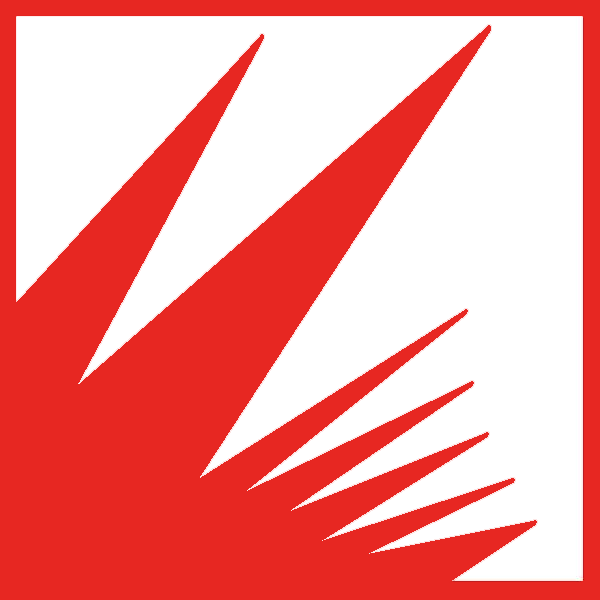

 Giraffa - Contrada van de giraffe. De Imperiale Contrada della Giraffa grenst aan de Contrada del Bruco. Op het grondgebied van Giraffa bevindt zich de kerk Santa Maria di Provenzano, waar de winnaars van de palio van juli hun zege komen opdragen aan Maria.

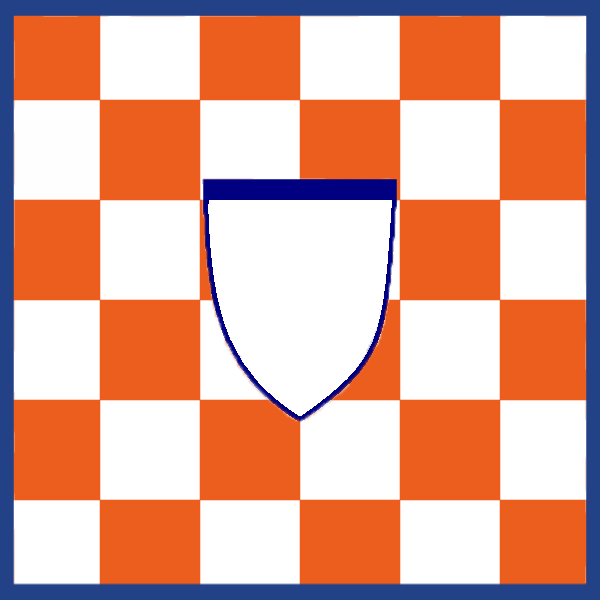

 Leocorno - Contrada van de eenhoorn. Naast Giraffa ligt de Contrada del Leocorno ook Leco genoemd. In het museum van Leocorno bewaart men de Martinella, een eeuwenoude klok uit de tijd van de slag om Montaperti.

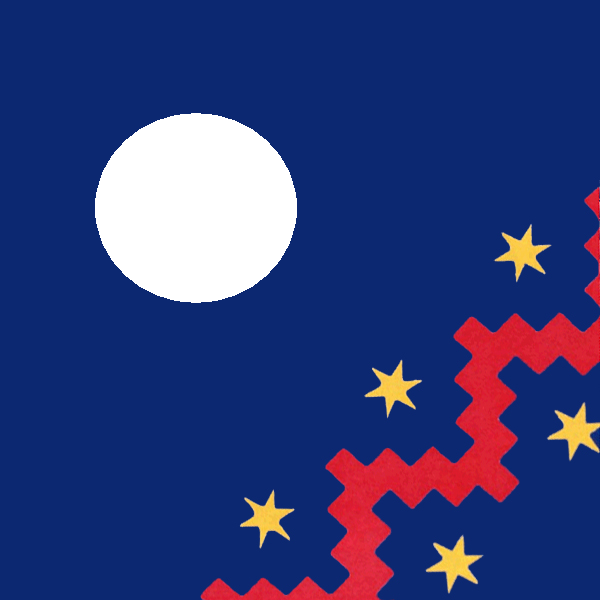

 Nicchio - Contrada van de schelp. De Nobile Contrada del Nicchio lijkt een enorme sint-jakobsschelp te zijn, volgens de Sienezen een heilig dier. Deze schelp prijkte in de middeleeuwen op de mantels en hoeden van de pelgrims die naar Santiago di Compostela trokken. Volgens de contradaioli staat de schelp voor een spirituele pelgrimstocht naar God.

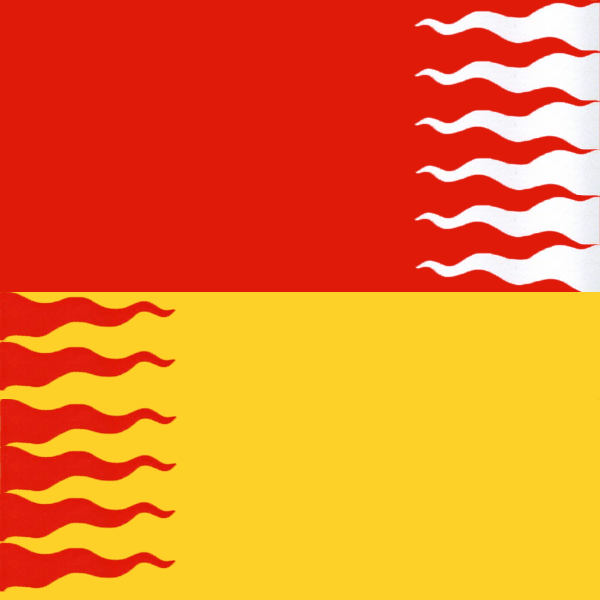

 Valdimontone - Contrada van de ram. De Contrada di Valdimontone ligt rondom de Santa Maria dei Servi in het oosten van Siena. Zij vergaderen in een gebouw ontworpen door Giovanni Michelucci.

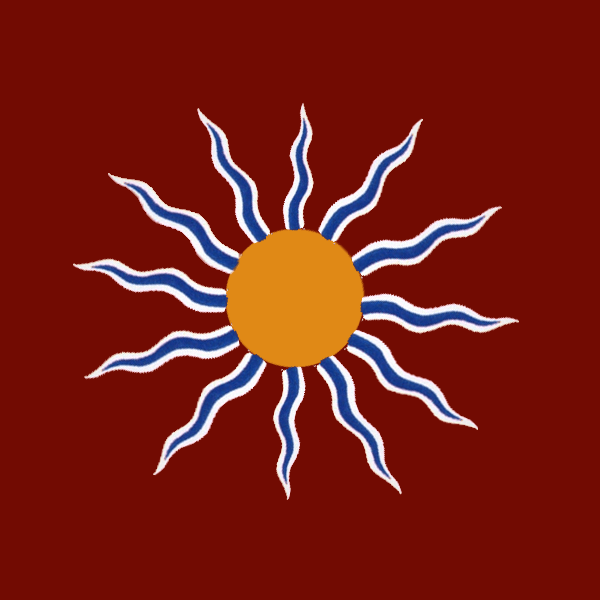

 Torre - Contrada van de toren. De Contrada delle Torre heeft als symbool een olifant. Voor 1900 wonnen ze regelmatig de palio maar daarna wisten ze slechts enkel overwinningen binnen te halen. In de palio van 16 augustus 2004 kon Torre na 44 jaar weer het vaandel mee naar huis nemen.

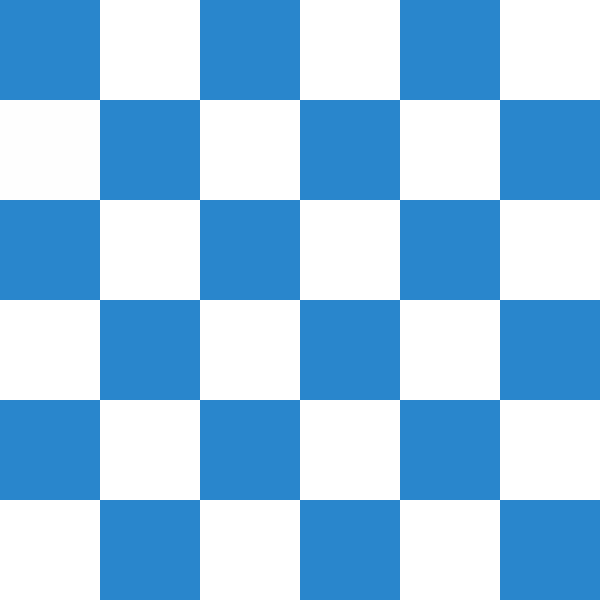

 Onda - Contrada van de golf. De Contrada Capitana dell’Onda heeft een vrolijke dolfijn als symbool. Deze contrada draagt de erenaam ‘capitana’ omdat de contradaioli vroeger belast waren met de bewaking van zowel het Palazzo Pubblico als de Tyrreense kust.

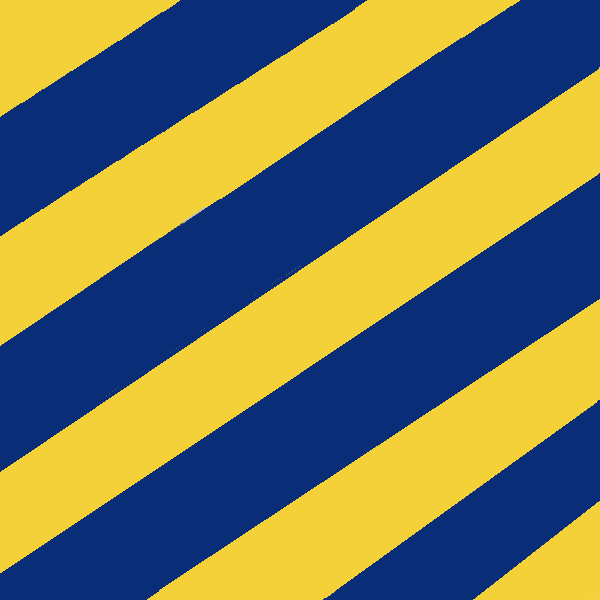

 Tartuca - Contrada van de schildpad. De Contrada della Tartuca ligt in het oudste en hoogste gedeelte van de stad, Castelvecchio.

 Chiocciola - Contrada van de slak. In het uiterste zuiden van de stad ligt de Contrada della Chiocciola. Deze contrada heeft goede banden met Venetië en hun beschermheer is dan ook San Marco.

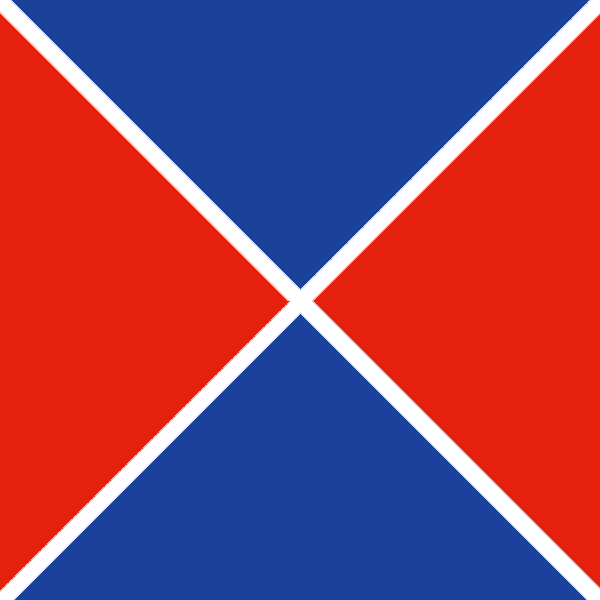

 Pantera - Contrada van de panter. In de Contrada della Pantera waren de kooplieden uit Lucca sterk vertegenwoordigd. Zij gaven hun stadssymbool aan deze contrada.

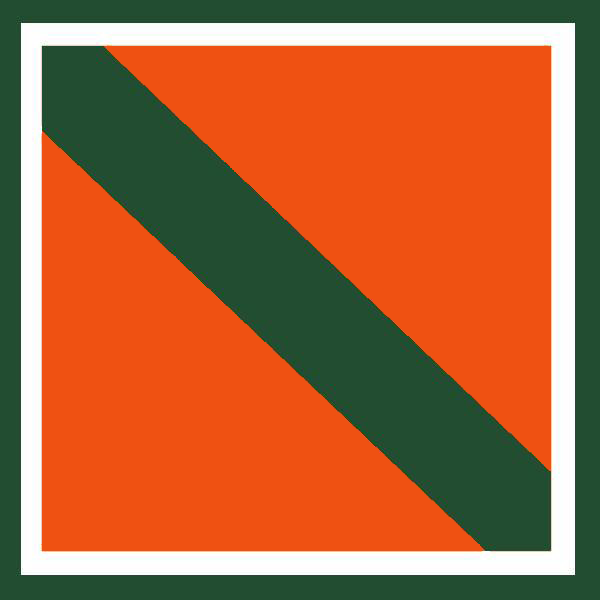

 Selva - Contrada van het woud. Deze contrada gebruikt de neushoorn in het woud als symbool. De contradaioli staan bekend om hun gastvrijheid en solidariteit. Het duizend jaar oude ziekenhuis van Siena bevindt zich juist binnen de grenzen van deze contrada.
 Aquila - Contrada van de adelaar

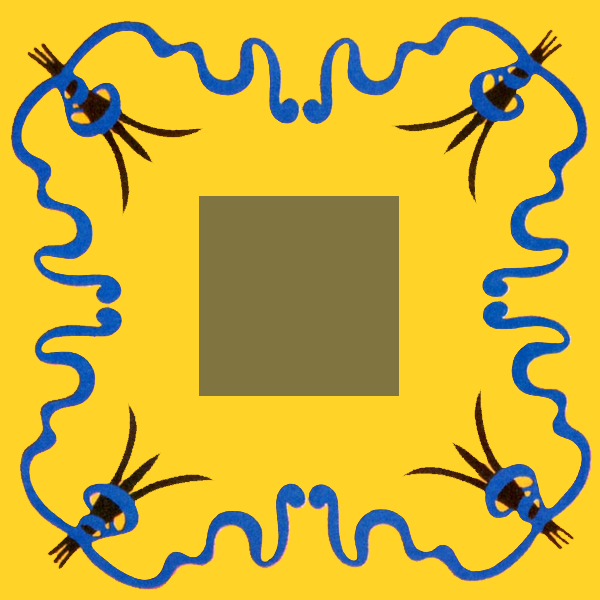

De Nobile Contrada dell’Aquila heeft als symbool een zwarte adelaar, volgens de contradaioli het belangrijkste dier van de hele reeks.

## Lidmaatschap
Om lid te kunnen worden van een contrada moet men er geboren zijn, maar omdat kinderen steeds meer buitenshuis werden geboren in ziekenhuizen werd die regel aangepast door ook nakomelingen van mensen uit de wijk contradaiolo te maken. In sommige wijken kunnen ook sympathisanten het lidmaatschap bekomen. De mensen die in een contrada (komen) wonen kunnen eveneens lid worden.

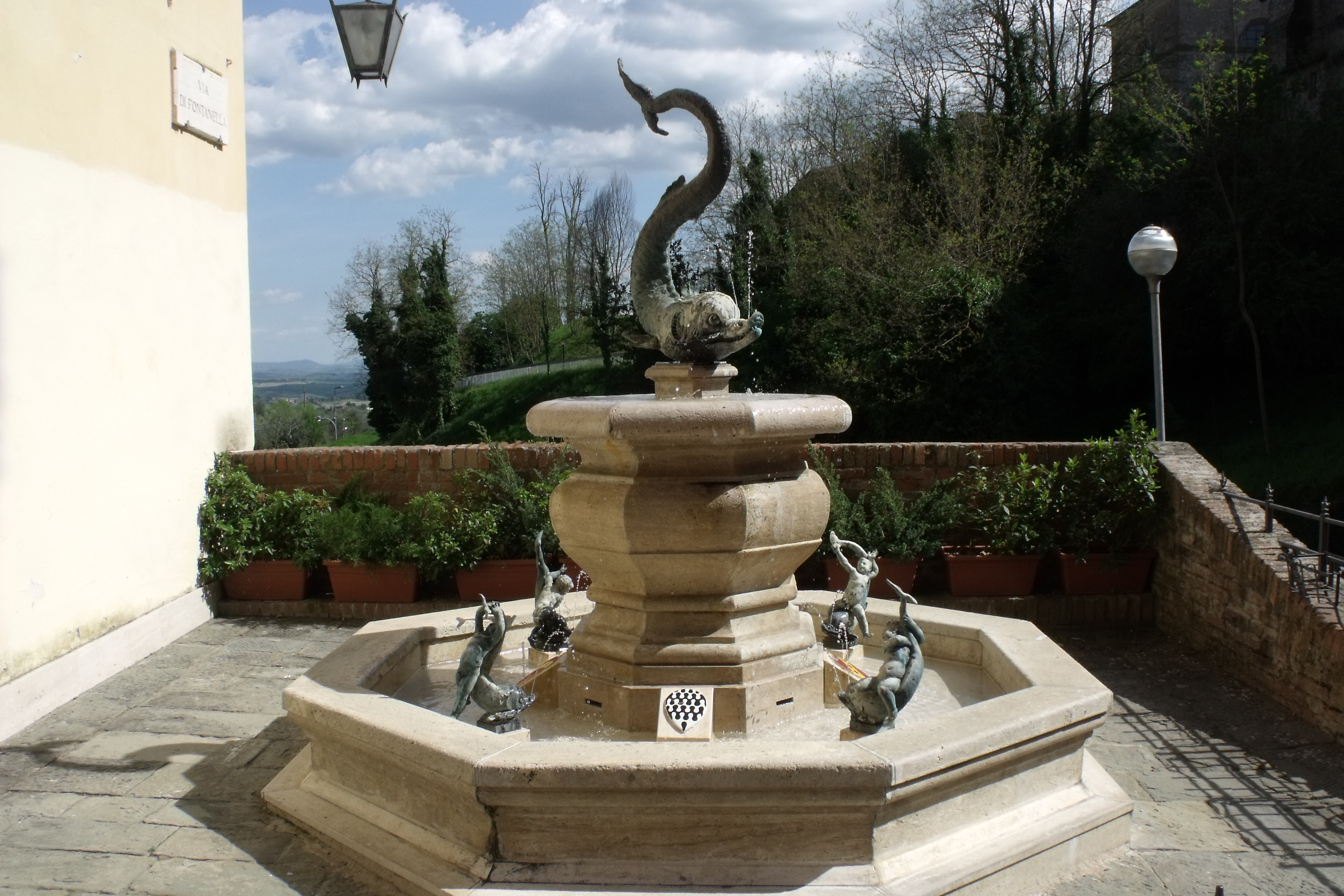
Fontein van Onda

Sinds 1947 worden de nieuwe leden van de contrada “gedoopt” bij de contrada-fontein van de wijk. Deze doopplechtigheden worden eenmaal per jaar gehouden tijdens het festa titolare van de wijk (de viering van de patroonheilige). De dopelingen worden dan besprenkeld met water uit de contrada-fontein en krijgen ter gelegenheid van hun doop de fazoletto van de contrada, een vierkant geweven doek uit katoen of zijde (en tegenwoordig uit polyester voor de toeristen), met de symbolen en de kleuren van de wijk. Die sjaal wordt door de contradaioli gedragen van de doop tot de dood als symbool van hun verbondenheid met hun contrada.

## Organisatie
Elke contrada heeft zijn eigen statuten, zetel, museum, fontein en doopvont en een motto. De contrade worden geleid door een priore die om de twee jaar verkozen wordt. Bij de contrada Oca noemt men hem de governatore en bij Bruco de rettore. Hij is de vertegenwoordiger van de wijk in alle officiële aangelegenheden en is ook de contactpersoon voor de relaties met de andere contrade. Hij wordt door de gemeenteraad van Siena erkend als de wettelijke vertegenwoordiger van de wijk. De contrade maken geen deel uit van de gemeentelijke administratie en worden niet gefinancierd door de stad Siena.
De belangrijke beslissingen in verband met de wijk worden genomen tijdens de volksvergaderingen die meestal om de twee maanden georganiseerd worden, al naar de noodzaak. Soms zijn er meerdere vergaderingen per maand. Ze worden aangekondigd met een publicatie uitgehangen aan de zetel van de contrada en op de dag zelf ingeleid met klokkengelui.
De contrade zijn de referentiepunten voor de sociale interactie in Siena en voorzien in wederzijdse hulpverlening tussen de leden. Buiten de grote feesten organiseren de contrade ook regelmatig activiteiten voor bepaalde deelgroepen zoals vrouwen, kinderen, specifieke leeftijdsgroepen, sportgroepen, etc. De contrade begeleiden hun leden door alle belangrijke stappen in het leven.
Binnen het bestuur van de contrada is er ook een groep die zich specifiek bezighoudt met de deelname aan de palio onder de leiding van de capitano, bijgestaan door meerdere mangini.

## De verhoudingen tussen de contrade
In de eeuwenlange traditie van de palio zijn er verschillende relaties opgebouwd tussen de contrade die nu geformaliseerd zijn. Het kan om een alliantie gaan, om een formele rivaliteit of om een gebrek aan formele relaties.
Een alliantie tussen contrade wordt bekrachtigd door een overeenkomst, die niet alleen formele verplichtingen met zich meebrengt zoals het uitwisselen van geschenken en bezoeken of deelname aan vieringen bij overwinningen van het geallieerde district, maar ook preferentiële behandelingen ter gelegenheid van de lange, min of meer geheime onderhandelingen tussen de verschillende contrade, waarbij afspraken gemaakt worden om elkaar te helpen of rivalen te hinderen, om zo de overwinning van de palio te realiseren (de zogenaamde "partiti").
De lijst van de “formele” bevriende contrade gaat als volgt:
- Bruco en Istrice (vanaf 1665)
- Nicchio en Onda (vanaf 1684)
- Aquila en Civetta (vanaf 1718)
- Giraffa en Pantera (vanaf 1781)
- Onda en Valdimontone (vanaf 1781)
- Bruco en Nicchio (1785 - 1882 en vanaf 1946)
- Aquila en Drago (vanaf 1788)
- Selva en Tartuca (vanaf 1788)
- Chiocciola en Selva (vanaf 1790)
- Pantera en Leocorno (vanaf 1792)
- Civetta en Pantera (vanaf 1794)
- Giraffa en Istrice (vanaf 1795)
- Chiocciola en Pantera (vanaf 1813)
- Leocorno en Tartuca (vanaf 1815)
- Bruco en Torre (vanaf 1912)
- Civetta en Giraffa (vanaf 1923)
- Civetta en Istrice (vanaf 1933)
- Nicchio en Tartuca (vanaf 1933)
- Onda en Tartuca (vanaf 1933)
- Chiocciola en Istrice (vanaf 1947)

De lijst van formele rivalen ziet er als volgt uit:
- Onda en Torre (vanaf ca. 1559 - 1909 en vanaf 1930)
- Chiocciola en Tartuca (1686 - 1689, 1814 - 1820, 1840 - 1866 en vanaf 1910)
- Istrice en Lupa (vanaf 1934)
- Aquila en Pantera (vanaf 1947)
- Nicchio en Valdimontone (vanaf 1952)
- Civetta en Leocorno (vanaf 1960)

## Weblinks
- Il bando sui confini
- Alle kerndata over de contrade via klikken op het wapenschild.
- De contrada-fonteinen
- Contrada museums in Siena

- Websites van de contrade:

Aquila -
Bruco -
Chiocciola -
Civetta -
Drago -
Giraffa -
Istrice -
Leocorno -
Lupa -
Montone -
NIcchio -
Oca -
Onda -
Pantera -
Selva -
Tartuca -
Torre